# بريان غارسيا
بريان غارسيا هو لاعب كرة قدم إكوادوري، ولد في 18 يناير 2001 في Río Verde Canton ‏ في الإكوادور.

## وصلات خارجية
- بريان غارسيا على موقع قاعدة بيانات كرة القدم.إي يو (الإنجليزية)
- بريان غارسيا على موقع Soccerway.com (الإنجليزية)